# Mohamed Moussamih
Mohamed Moussamih est un footballeur marocain né le 1er janvier 1987, c'est un défenseur qui évolue actuellement aux FAR de Rabat.

## Carrière
- 2006 - 2007 : FAR Rabat (juniors)  Maroc
- 2007 - 2008 : FAR Rabat  Maroc
- 2008 - 2009 : Youssoufia Berrechid  Maroc (prêté)
- 2009 : FAR Rabat  Maroc
- 2012 - 2015 : CA Khénifra  Maroc
- 2015- : JS Kasba Tadla  Maroc